# Michaël Dallery
Michaël Dallery nacido en Bayona (Francia) el 11 de junio de 1993, es un exjugador y entrenador francés de rugby de ascendencia española. Actualmente dirige al equipo femenino de la Section Paloise.

## Carrera

### Como jugador
Originario del País Vasco, Michael Dallery debutó en el AS Bayonne antes de fichar por el Biarritz Olympique, con el disputó cuatro partidos en la Pro D2 entre 2014 y 2016. Posteriormente, jugó en la Fédérale 1 con el USA Limoges, el Sporting Nazairien y posteriormente en el Stade Hendayais, donde terminó su carrera debido a una lesión de hombro. Fue internacional en dos ocasiones con la selección de rugby de España.

### Como entrenador
Tras finalizar su carrera como jugador, Dallery emprendió un cambio de rumbo profesional que lo llevó a ocupar diversos cargos antes de dedicarse por completo al rugby. Trabajó como educador antes de consolidarse como entrenador. En 2018, se incorporó al cuerpo técnico del US Saint-Palais, en la Fédérale 3.
De septiembre de 2020 a octubre de 2023, se desempeñó como entrenador de melé de la selección de rugby de Portugal, utilizando su experiencia técnica para potenciar el rendimiento de los delanteros portugueses. Su contribución se vio aún más reforzada cuando fue ascendido a Director de Rendimiento en septiembre de 2021, puesto que ocupó hasta octubre de 2023. Como Director de Rendimiento, Dallery desarrolló programas avanzados de entrenamiento físico que desempeñaron un papel decisivo en la preparación del equipo para la Copa Mundial de Rugby de 2023.
En 2023, Dallery fue nombrado Director de Rendimiento de la selección de rugby de Rumanía. Desde junio de 2024, compagina el cargo con el de entrenador del equipo femenino Lons Section Paloise.